# رينيه بيير كوينتن
رينيه بيير كوينتن (René-Pierre Quentin) (مواليد 5 أغسطس 1943) هو لاعب كرة قدم. يلعب مع منتخب سويسرا لكرة القدم. سبق له أن لعب في كأس العالم لكرة القدم مع منتخب بلاده.

## وصلات خارجية
- رينيه بيير كوينتن على موقع الاتحاد الدولي (مؤرشف)  (الإنجليزية)
- رينيه بيير كوينتن على موقع الاتحاد الأوربي (الإنجليزية)
- رينيه بيير كوينتن على موقع قاعدة بيانات كرة القدم.إي يو (الإنجليزية)
- رينيه بيير كوينتن على موقع ناشيونال فوتبول تيمز (الإنجليزية)